# Herb gminy Siedlce
Herb gminy Siedlce – jeden z symboli gminy Siedlce, autorstwa Alfreda Znamierowskiego, ustanowiony 23 lutego 2008.

## Wygląd i symbolika
Herb przedstawia na tarczy koloru zielonego przedzielonego w pas srebrną linią falistą (symbolizującą rzeki: Liwiec i Żytnia) w polu górnym godło z herbu Rawicz, natomiast w dolnym dwie skrzyżowane srebrne szable ze złotymi rękojeściami, nawiązujące do bitwy pod Iganiami.